# Almog Kohen (piłkarz)
Almog Kohen (ur. 1 września 1988 w Beer Szewie) – izraelski piłkarz występujący na pozycji pomocnika. Zawodnik klubu FC Ingolstadt 04.

## Kariera klubowa
Cohen jest wychowankiem klubu Beitar Tubruk, gdzie jako junior grał w latach 1998–2006. W 2006 roku trafił do Maccabi Netanja z Ligat ha’Al. W sezonie 2006/2007 zadebiutował w Ligat ha’Al. W debiutanckim sezonie rozegrał 7 spotkań. Wywalczył również z klubem wicemistrzostwo Izraela. W 2008 roku ponownie wywalczył z nim wicemistrzostwo Izraela. W Maccabi spędził 4 lata. W tym czasie rozegrał tam 89 spotkań i zdobył 8 bramek.
W 2010 roku Cohen podpisał kontrakt z niemieckim klubem 1. FC Nürnberg. W Bundeslidze zadebiutował 11 września 2010 roku w zremisowanym 1:1 meczu z Hamburgerem SV.

## Kariera reprezentacyjna
Coehn rozegrał 16 spotkań w reprezentacji Izraela U-21. W kadrze seniorskiej zadebiutował 2 września 2009 roku w wygranym 2:1 meczu eliminacji Mistrzostw Europy 2012 z Maltą.